# فهد إقبال
فهد إقبال (25 فبراير 1986 في باكستان - ) هو لاعب كريكت باكستاني.

## وصلات خارجية
- فهد إقبال على موقع إي آس بي آن كريك إنفو (الإنجليزية)